# ラドゥ・ルプ
- ラドゥ・ルプー

ラドゥ・ルプ（ルーマニア語: Radu Lupu [ˈradu ˈlupu]、1945年11月30日 - 2022年4月17日）は、ルーマニア出身のピアニスト。日本ではラドゥ・ルプーという表記が多く見られ、招聘会社KAJIMOTOによる表記も同じ。ただし、本来 Lúpu の末尾の音節の読みは短く「ルプ」である。

## 経歴
ガラツに生まれる。少年期にピアノを学び始め、1959年にブカレスト音楽院でフロリカ・ムジチェスクに入門、リパッティと同門になる。1960年より1968年までモスクワ音楽院に留学してスタニスラフ・ネイガウスらに師事する。1966年第2回ヴァン・クライバーン国際コンクール、1967年ジョルジュ・エネスク国際コンクール、1969年リーズ国際ピアノ・コンクールにおいてそれぞれ優勝者となった。
ルプの名を有名にしたのは、「ヴァン・クライバーン国際コンクールの副賞であるコンサート契約を全部断って帰国した」ことである。これがソ連当局の要請なのかどうかは不明であるが、この行動はかなり話題となった。もちろん、これでアメリカへの演奏はしばらくは叶わなくなったものの、リーズ優勝後にデッカと契約し、そのディスクの名声によってアメリカにデビューするという二重の手間をかけた活動でも知られる。
1969年11月のリサイタルでロンドン・デビューを成功させたのを機に、以降はイギリスを本拠に国際的な演奏活動を行う。1972年に米国デビューし、1978年にはザルツブルク音楽祭にも出演する。1973年を皮切りにたびたび来日している。しかし、体調不良も多く、2010年代の来日はドクターストップがかかり1日で帰国した。ロンドン・デビュー当時には地元紙により「千人に一人のリリシスト」と呼ばれ、以降、ルプを形容する表現として使用されている。

## 録音
CDはデッカ・レーベルを中心にリリースされている。ベートーヴェン（ピアノ・ソナタ、協奏曲）、シューベルト（ピアノ・ソナタと即興曲・小品集）、ブラームス（ピアノ・ソナタ第3番と後期小品集）、シューマン（クライスレリアーナ・子供の情景ほか）などがある。シモン・ゴールドベルクとの共演によるモーツァルトやシューベルトのヴァイオリン・ソナタの録音は、定番として知られている。また、マレイ・ペライアとはピアノ・デュオでモーツァルトを、ダニエル・バレンボイムとはシューベルトの作品集を録音している。